# Ioánnis Papadimitríou
Ioánnis Papadimitríou (en grec moderne : Ιωάννης Παπαδημητρίου) (Skyros, 22 août 1904 - Athènes, 11 avril 1963) est un archéologue grec.

## Biographie
Il fait des études de lettres à l'Université d'Athènes et est engagé comme épimélète au Service archéologique (1929). Après des voyages en Europe où il effectue quelques stages universitaires, il devient membre de l'Institute for Advanced Studies de Princeton (1955-1956). 
On lui doit d'importantes découvertes archéologiques comme la mise à jour du second cercle (B) des tombes de Mycènes (avec Georges Mylonas) et la fouille du sanctuaire d'Artémis à Brauron (1952-1954).

## Travaux
- « Άνασκαφαὶ Άσκληπείου Έπιδαύρου », in Πρακτικά της εν Aθήναις Aρχαιολογικής Eταιρείας, 1949, p. 91-99.
- « Le sanctuaire d’Apollon Meléatas à Épidaure », Bulletin de correspondance hellénique no 74, 1949, p. 361-383.
- « Chronique des fouilles », Bulletin de correspondance hellénique no 82, 1958, p. 681-686.